# Serge Ermoll
Serge Ermoll (* 15. August 1943 in Shanghai als Serge Sergeivitch Ermolaeff; † 6. Oktober 2010) war ein australischer Jazzpianist.

## Leben und Wirken
Ermoll wurde als Kind belarussischer Eltern in Shanghai geboren; seine Mutter Xenia war eine Sängerin und Tänzerin, sein Vater Sergei Ermolaeff ein aus der Mandschurei stammender Jazz-Schlagzeuger und Orchesterleiter, der im Shanghai der 1930er und 1940er Jahre auftrat. 1951 floh die Familie nach dem Sieg der Kommunisten im Bürgerkrieg aus China nach Australien, wo er seinen Nachnamen später zu Ermoll abkürzte. Er erhielt ab dem Alter von fünf Jahren Klavierunterricht von seinem Vater, außerdem lernte er Trompete. Unter dem Eindruck der Musik Dizzy Gillespies begann er sich für Jazz zu begeistern. Später begleitete er Gillespie bei einer Australien-Tour.
Ermoll arbeitete außerdem als Privatdetektiv und lebte Ende der 1960er Jahre eine Zeitlang in London, wo er beim Dudley Moore Trio einsprang. In den 1970er Jahren gründete er seine Band Free Kata. Der Name spielt an auf die im Kampfsport Shōtōkan-Karate üblichen Prüfungseinheiten Kata.  Er spielte eine Reihe von Alben unter eigenem Namen ein; sein Album Jungle Juice wurde für den ARIA Award nominiert. Außerdem arbeitete er mit Musikern wie Richie Cole, Lester Bowie, Don Moye, Phil Woods, Art Pepper, Herb Ellis, Ray Brown, Sonny Stitt, Jimmy Witherspoon, Ernestine Anderson, Branford Marsalis, Odean Pope und John Lee.